# Musée archéologique de Naxos
Le musée archéologique de Naxos est situé dans le kastro de Chora, la ville et port principal de l'île de Naxos dans les Cyclades en Grèce. Il abrite sur deux niveaux une importante collection préhistorique (civilisations cycladique et mycénienne) mais aussi quelques objets des périodes classique, romaine et franque. Il fut ouvert en 1973.

## Bâtiment
Le musée est en partie abrité dans l'ancienne école commerciale de l'île (Níkos Kazantzákis y fut élève pendant deux ans). Elle fut fondée en 1627 par des Jésuites, avant d'être dirigée par des Lazaristes puis des Salésiens. Elle connut son apogée sous ces derniers disposant d'une riche bibliothèque ainsi que d'archives et de meubles précieux. Tout a été détruit lors de l'occupation italienne et allemande de l'île pendant la Seconde Guerre mondiale. Une autre partie est abritée dans l'ancien couvent des Ursulines qui fut aussi une école pour jeunes filles. On parcourt donc en même temps le musée et un bâtiment remontant au XVIIe siècle avec des couloirs, des escaliers ainsi que des petites chambres et d'immenses pièces. Il y a aussi une grande terrasse donnant sur l'intérieur de l'île et où sont exposées des pièces de marbre.
Le bâtiment en lui-même a cinq étages et il est intégré dans le mur de fortification du kastro entre deux des tours.

## Collections
Sur la terrasse, outre de nombreux blasons de marbre de l'époque franque, on trouve au centre une mosaïque du IVe siècle avant notre ère, provenant d'Aplomata et représentant une Néréide chevauchant un taureau, avec aux angles des cerfs et des paons.
La salle II (à l'entrée) abrite des stèles funéraires hellénistiques.

La salle I, seule autre salle de l'étage et menant à la terrasse, expose des statues archaïques (kouros et korai).
À l'étage inférieur, la salle III, un long couloir, expose des statues classiques et romaines. La salle principale est ici l'immense salle IV prenant quasiment toute la largeur du bâtiment et constituant près de la moitié de la surface du musée. Elle abrite la collection cycladique et mycénienne. Seule celle du Musée national archéologique d'Athènes est plus importante. Les salles V et VI exposent des objets de l'époque archaïque. Les salles VII à IX abritent des petits objets des périodes géométrique à romaine, dont des objets en verre romains. La salle X, un couloir abrite des stèles funéraires et des fresques murales romaines.

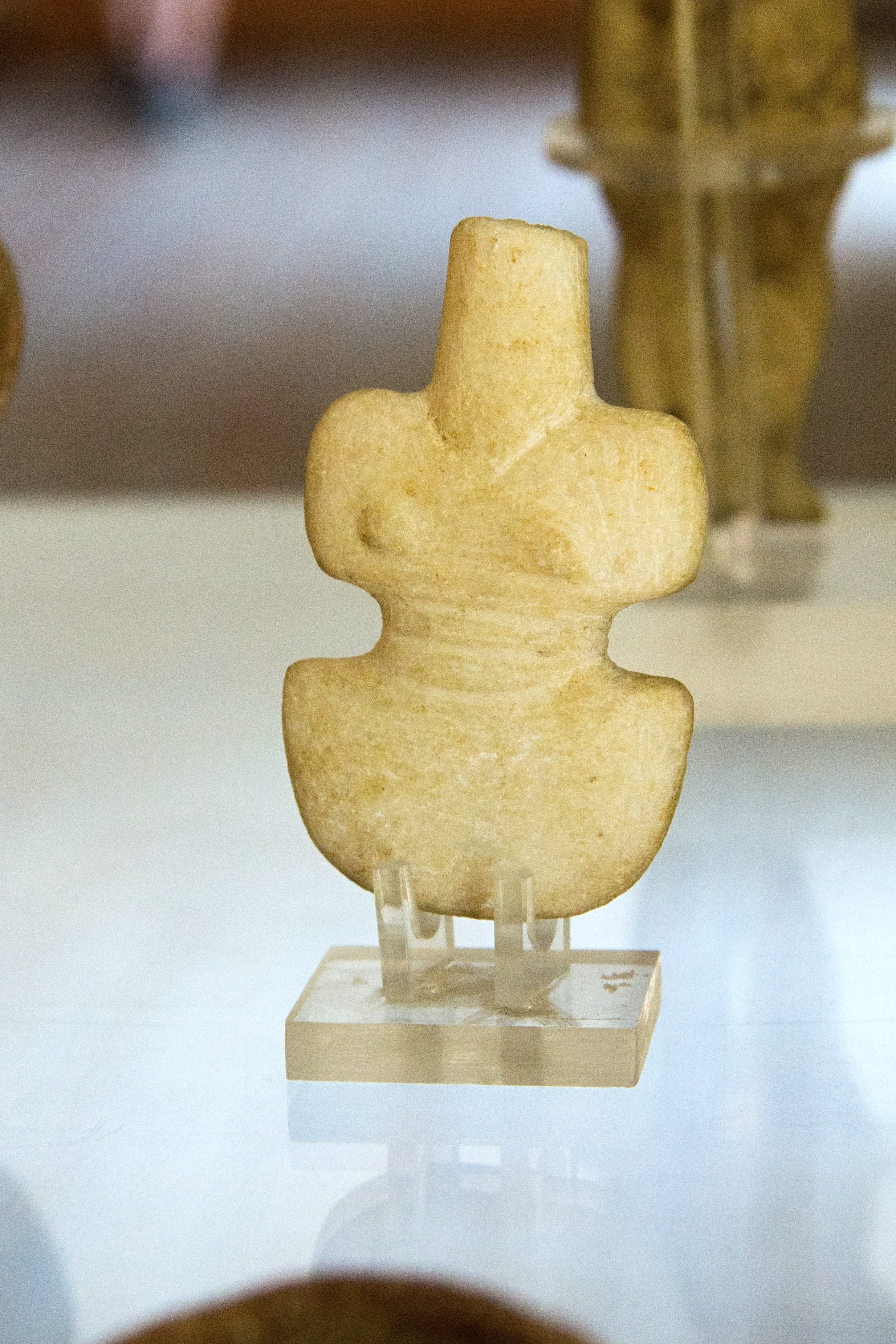
Figure cycladique féminine en forme de violon, ca. -3200 / -2800.
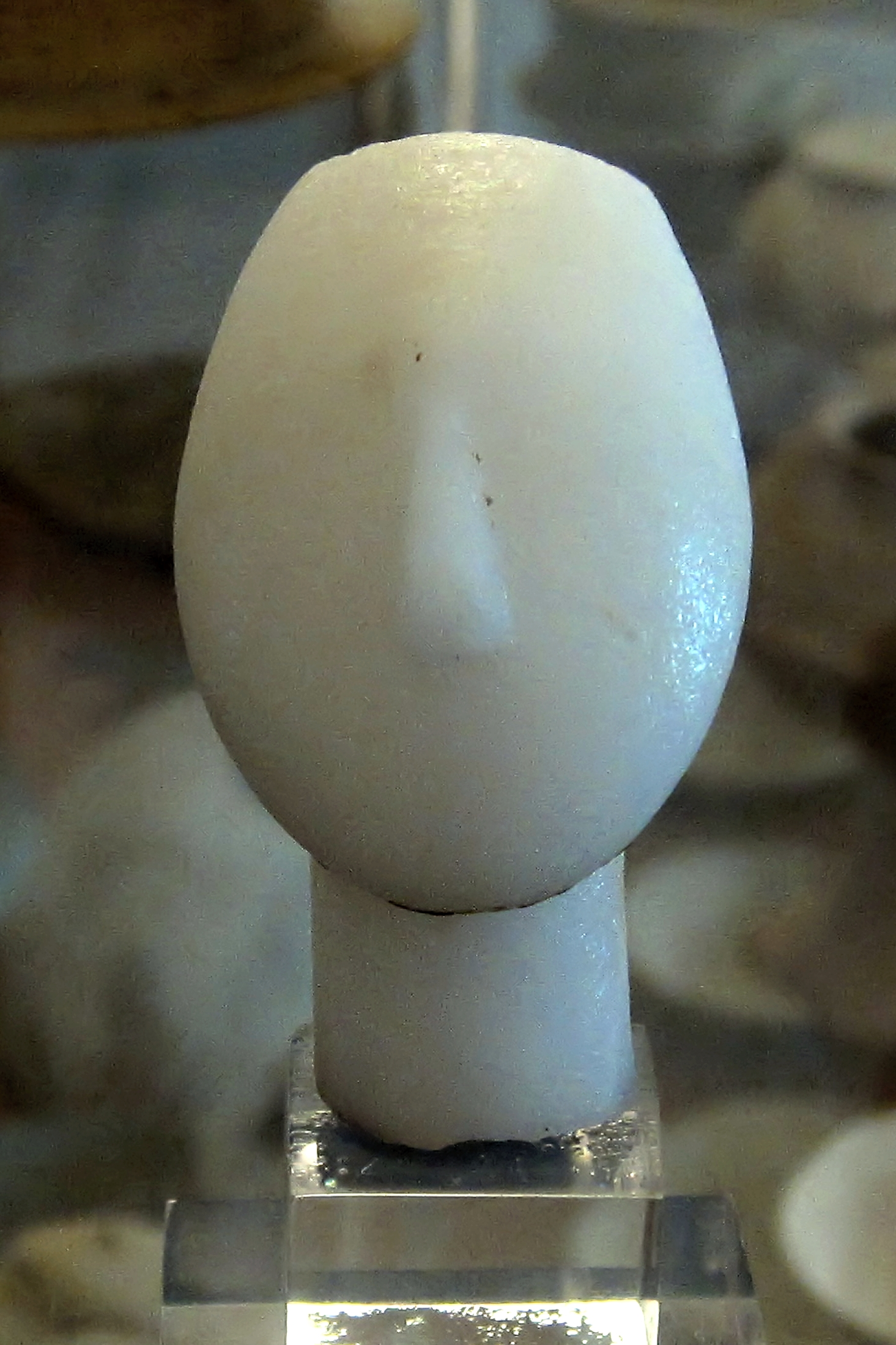
Tête d'une figure cycladique féminine, ca. -2800 / -2300.
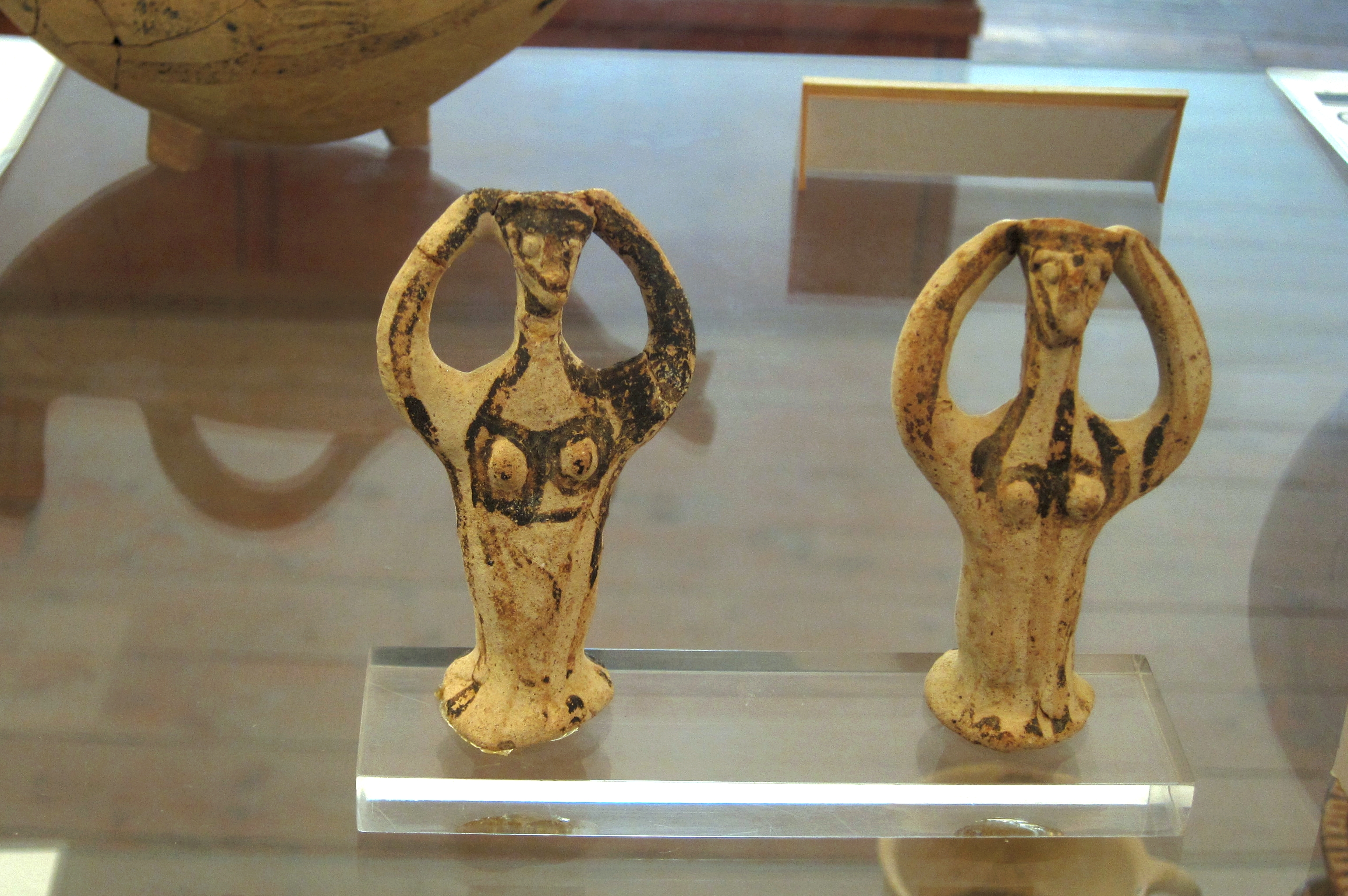
Déesse-oiseau de l'âge du bronze, civilisation mycénienne de Naxos.
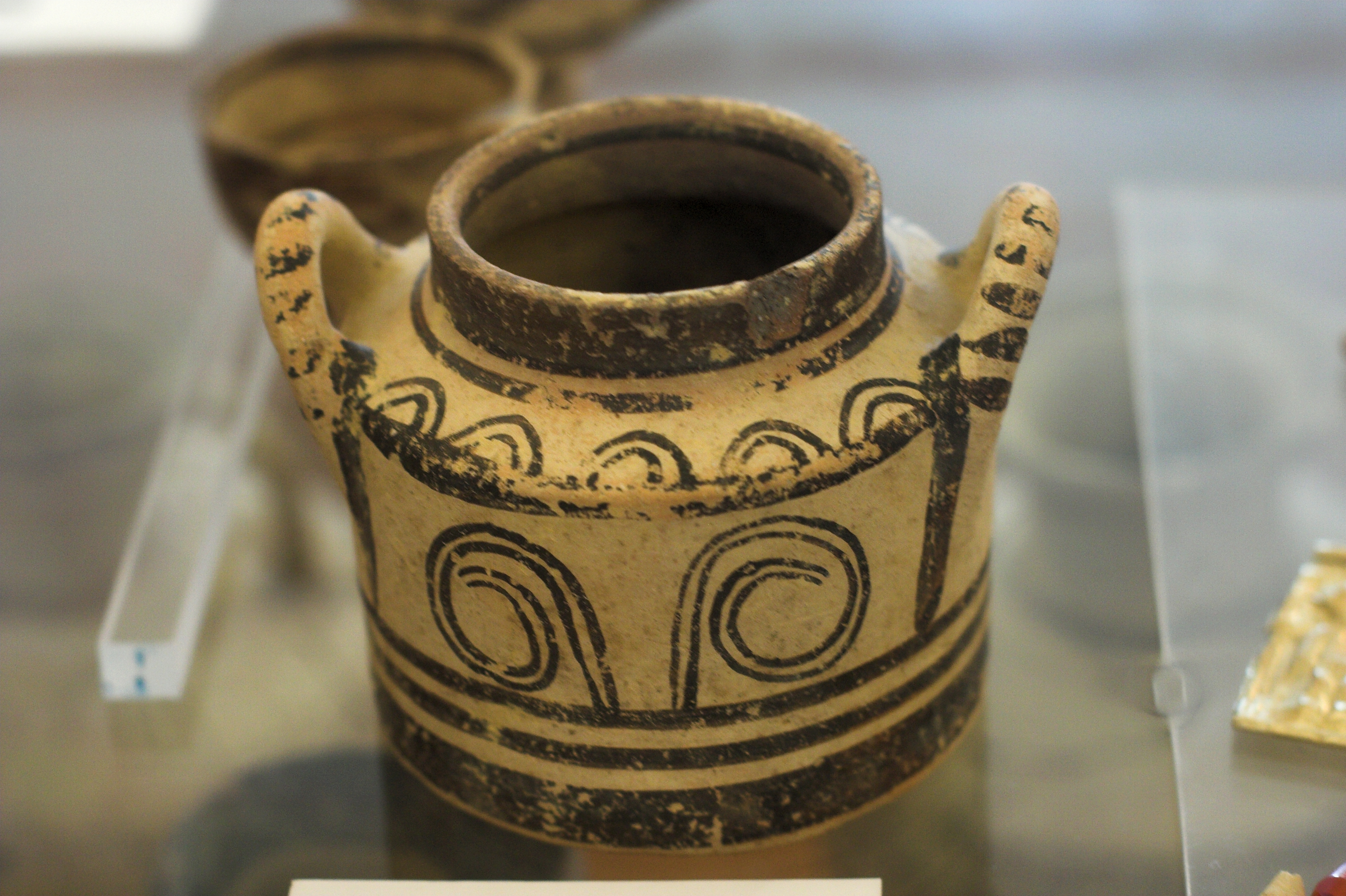
Vase mycénien de Kaméni, -XIIe siècle.
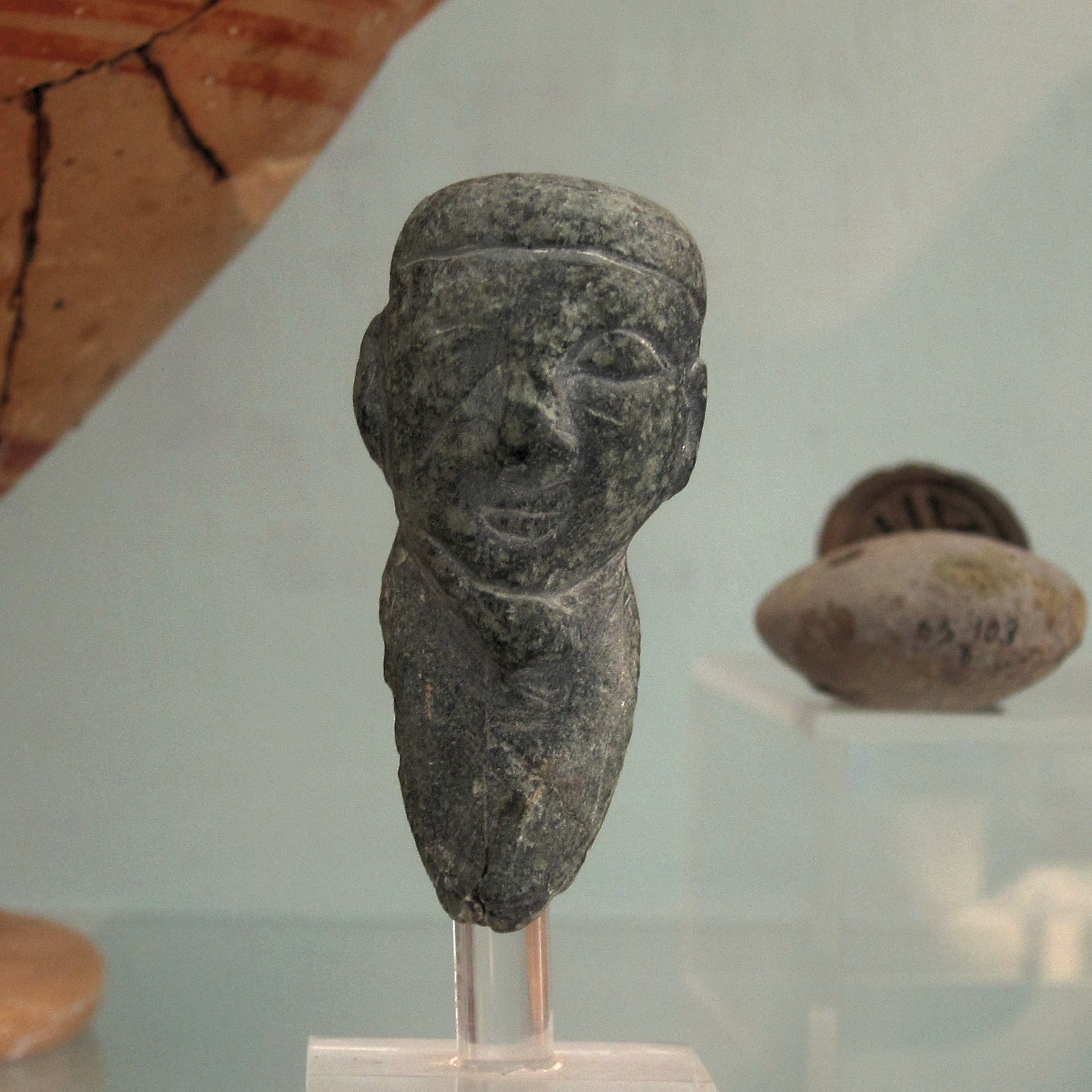
Fragment d'une statuette mycénienne
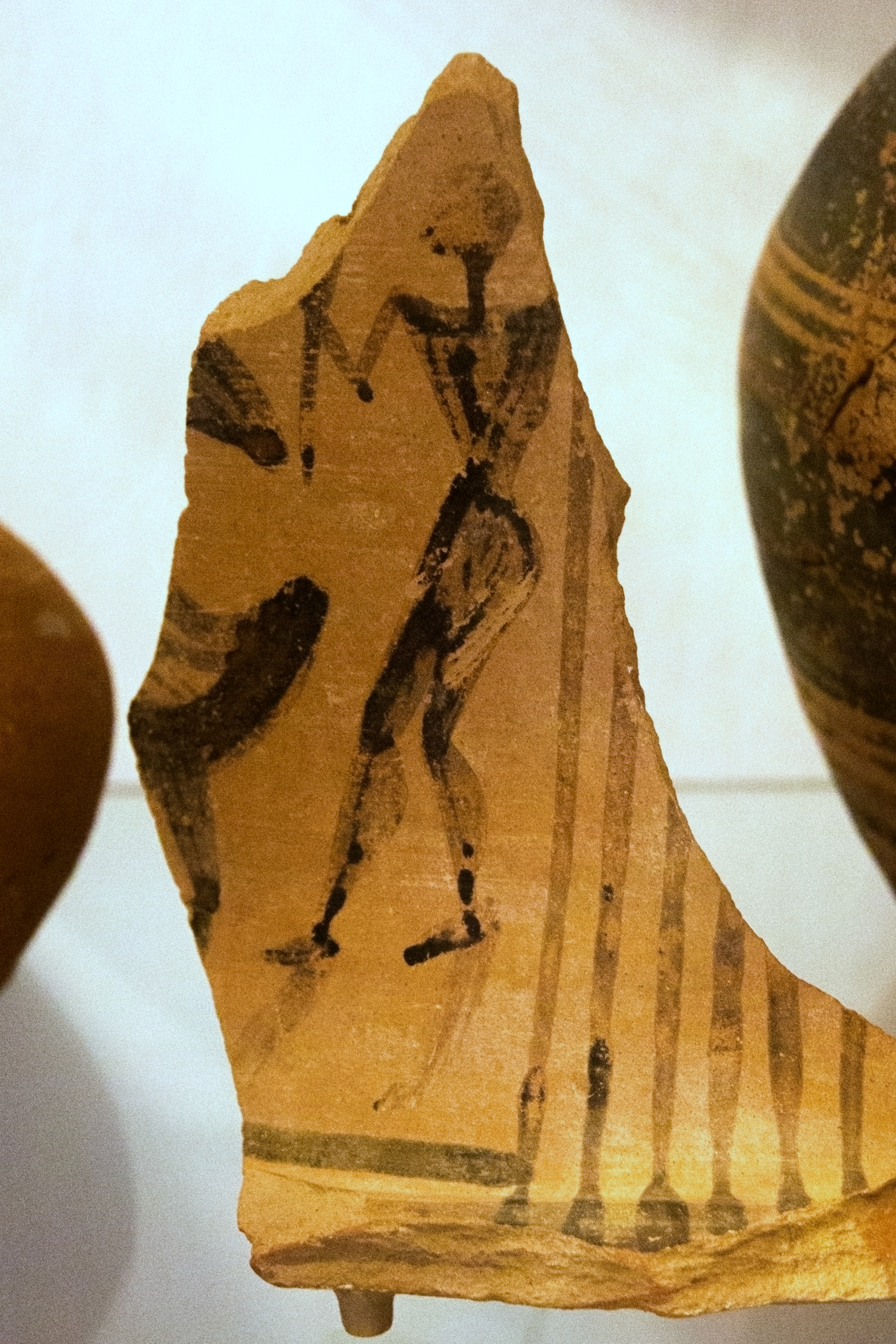
Fragment d'un vase géométrique. Figure d'un homme, -800 / -700.
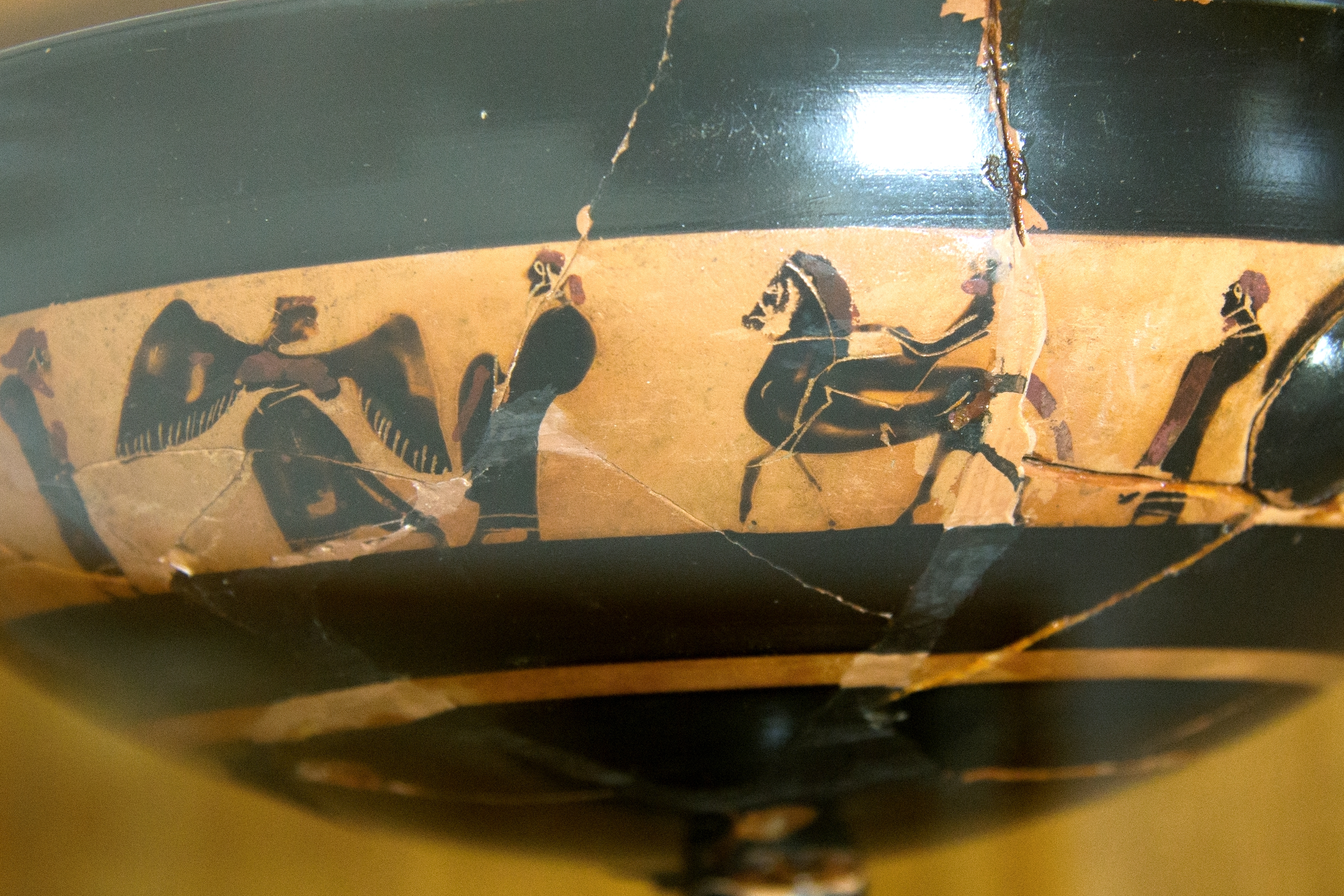
Coupe à figures noires, -550 / -500.